# Evergarden
Evergarden — відеогра в жанрі головоломки 2018 року, розроблена та випущена американською незалежною студією Flippfly 16 серпня 2018 року для Windows, macOS та iOS. У 2019 році, гру також було випущено на Android і Linux. У цій грі є поле, позначене сіткою і на якому необхідно вирощувати квіти, комбінувати, виконувати завдання і боротися зі шкідниками.
Створенням гри займалася незалежна американська студія розробників ігор Flippfly, відома також за випуск гри Race The Sun. На противагу ранній грі, Evergarden замислювалася, як гра в жанрі три в ряд з атмосферою, що розслабляє, та елементами квесту. Гру також створювали, як данину нещодавно померлій матері одного з розробників.
Evergarden отримала позитивні оцінки з боку ігрових критиків. Середня оцінка за версією агрегатора Metacritic склала 86 балів зі 100 можливих. Рецензенти похвалили гру за її візуальну естетику та наявність сюжетної лінії попри свій жанр. Вони також помітили, що з першого погляду Evergarden виглядає так, ніби переймає вже знайомі елементи ігрового процесу в інших ігор, але в міру проходження розкриває свою оригінальну природу.

## Ігровий процес
Evergarden являє собою покрокову стратегічну головоломку.
Перед гравцем представлено поле у вигляді дошки, що складається з шестикутних осередків. На них потрібно вирощувати квіти. Гра починається з того, що на ній є певна кількість паростків, які дають плоди. Гравець може або об'єднати їх, утворивши двопелюсткову квітку на одному осередку, або ж посадивши плід на сусідньому осередку, з якого потім виростить новий плід. Якщо поруч опиняються дві двопелюсткові квітки, то їх можна також об'єднати, утворивши одну трипелюсткову квітку, і далі, в такому порядку можна утворювати квіти з трьома, чотирма, п'ятьма та шістьма пелюстками. Кожна квітка утворює плід, з якого виростає новий паросток. Щоб плоди виросли, потрібно натиснути на годинник. Кількість ходів обмежена. Гра теоретично триває нескінченно, але закінчується, коли гравець витратить усі ходи. Якщо об'єднати шестипелюсткові квіти, то вони утворюють стелу, яка дає три додаткові ходи, дарують гравцеві артефакт у вигляді ромба, але назавжди займається осередок. У міру проходження, гравцеві починають заважати тварини. Наприклад броненосці займають комірки, а зайці поїдають рослини з кожним ходом, зробленим гравцем. Їх можна позбутися, закликавши орла.
Поруч із полем сидить лисиця, яка дає гравцеві завдання утворити за допомогою квітів з однаковою кількістю пелюсток певну форму. У нагороду, гравець отримує в інвентар одну квітку, яку він потім може розташувати в будь-якій комірці. В інвентарі може перебувати до трьох предметів, зокрема й механіки, отримані в результаті нагород. Якщо гравець роздобуває ромб зі стели, то після закінчення гри, він може їх накопичити в певній кількості, щоб потім відкрити доступ до прихованих локацій і отримати в нагороду нові механіки, які представлені у вигляді вінілових платівок. Їх можна, як предмети помістити в інвентар і потім один раз використати в грі. Наприклад змусити квіти рости, або відганяти паразитів.

## Розробка
Створенням гри займалася студія розробників ігор Flippfly, відома також за випуск гри Race The Sun на iPhone. Створення почалося ще у 2012 році. Команда виходила з ідеї створити гру три в ряд, але не типову умовно-безкоштовну, яка орієнтувалася б на лічильник очок, а була б преміальною і пропонувала спокійну атмосферу, на противагу Race The Sun.
Розробники описали свою гру, як головоломку, ув'язнену в жанрі квесту, а з погляду ігрового процесу — зав'язану на рахунку головоломку, аналогічну іграм Threes, Triple Town і навіть Bejeweled, де гравець має знову й знову повторювати ігровий сеанс, удосконалюючи навичку гри та розробляючи стратегію, для того, щоб довше протриматися. При цьому Evergaten створювалася як гра, що підходить для кількох платформ, зокрема сенсорного екрана та персонального комп'ютера. Працюючи над сюжетною лінією, розробники надихалися власними історіями минулого, зокрема Аарон Сан Філіппо зауважив, що в минулому, його мати сама займалася садівництвом і вплинула на інтерес розробника до природи. Розробник також зізнався, що створення гри було даниною поваги його нещодавно померлій матері. Працюючи над візуальним стилем, команда переробляла його кілька разів, зрештою зупинившись на низькополігональному стилі, що нагадує фігури оригамі.

## Вихід
Вихід гри відбувся 16 серпня 2018 року на персональних комп'ютерах і мобільних пристроях iOS. Восени 2018 року було оголошено про майбутній вихід версії на Android. Її вихід відбувся 19 березня 2019 року. 16 серпня була випущена версія гри для Linux.

## Огляди
| Агрегатор  | Оцінка |
| ---------- | ------ |
| Metacritic | 84/100 |

Evergarden отримала позитивні оцінки з боку ігрових критиків. Середня оцінка за версією агрегатора Metacritic склала 86 балів зі 100 можливих.
Критик сайту 148Apps зауважив, що Evergarden може виглядати, як комбінація багатьох головоломок, що вийшли нещодавно, проте сама гра бере найкращі їхні якості, пропонуючи баланс між задовільною системою розвитку, збереженням відчуття нескінченної повторюваності та, хоч як це дивно, розповіданням цікавої історії. Навіть якщо Evergarden залишає з першого погляду відчуття поверхневої та красивої головоломки, насправді ж вона такою не є. З погляду ігрового процесу, Evergarden нагадала критику такі ігри, як Triple Town і Threes, а спосіб розповіді критик визнав схожим з грою The Room. Самі головоломки, на думку критика, мають простий і природний вигляд, проте рецензент вказав і на істотний недолік гри, а саме на неможливість збереження ігрового процесу, якщо ігровий сеанс не було завершено. Загалом критик підсумував, що гра підійде як і людям, які бажають розкрити деталі історії, так і для тих, хто хоче вивчити найкращі стратегії з об'єднання кольорів та отримання найкращих результатів.
Критик сайту Pocket Gamer зауважив, що Evergarden бере свої ідеї з безлічі різних джерел і гармонійно сплітає їх, утворюючи не менш оригінальний ігровий процес. При цьому чари гри криються у відкритті, не тільки в межах сітки, а й за її межами. Критик сайту KickmyGeek зауважив, що хоча головоломка — це центральна тема гри, вона пропонує достатньо різноманітного контенту, щоб грою захотілося повертатися до неї знову і знову. Досить просте управління і ясні механіки головоломки дають змогу охоплювати досить широку ігрову аудиторію. Проте для подальшого просування, від гравця потрібно розробляти стратегію. Гру також прикрашає чудова графіка і загалом гарна атмосфера, а досить повторюваний ігровий процес компенсується періодичним розблокуванням нових механік і відкриттям нових пісень.
Критик сайту Toucharcade зауважив, що на самому початку, гравцеві буде здаватися, що він стикається зі знайомими елементами ігрового процесу, але з часом, у міру заглиблення в гру, він почне помічати все більшу кількість її унікальних елементів. Критик зауважив, що Evergarden ідеально підійде гравцям, які не люблять шутери або перегонові ігри, та й загалом виглядає, як ідеальна головоломка для мобільного пристрою.